# 코체릴 라만 나라야난
코체릴 라만 나라야난(힌디어: कोच्चेरील रामन नारायणन, 말라얄람어: കെ.ആർ. നാരായണൻ, 1920년 10월 27일~2005년 11월 9일)은 인도의 제9대 부통령 (1992년~1997년)과 제10대 대통령 (1997년~2002년)을 지냈다.
나라야난은 현재 케랄라주 트라방코르의 마을에서 태어났으며, 런던 정치경제대학교에서 잠시 저널리즘을 공부한 후, 인도의 외무부 소속으로 그의 경력을 시작했다. 그는 일본, 영국, 태국, 터키, 중국, 미국 주재 대사를 역임했으며 자와할랄 네루로부터 "국내 최고의 외교관"으로 칭송받았다. 그는 인디라 간디의 요청으로 정계에 입문하여 로크 사바에 3회 연속 총선을 치렀고 라지브 간디 내각에서 국무장관을 지냈다. 1992년 부통령으로 선출된 나라야난은 1997년 대통령이 되었다. 그는 달리트 공동체에서 두 직책을 모두 맡은 첫 번째 사람이었다.
나라야난은 독립적이고 적극적인 대통령으로 여러 선례를 남겼으며 인도의 최고 헌법 사무소의 범위를 넓혔다. 그는 자신을 "헌법의 네 모퉁이 안에서" 일했던 "일하는 대통령"이라고 묘사했다. 그는 대통령으로서 재량권을 행사했고, 헝 의회에서 총리를 임명하고, 연방 내각의 제안과 카르길 전쟁 동안 대통령의 통치를 강요하는 등 많은 상황에서 관습과 선례에서 벗어났다. 그는 인도 독립의 골든 주빌리를 축하하는 행사를 주재했고 1998년 인도 총선에서 또 다른 새로운 선례를 남기며 재임 중 투표한 최초의 인도 대통령이 되었다.

## 어린 시절
K. R. 나라야난은 우자부르에서 인도의 전통 의료 체계인 아유르베다와 푸나트투라베틸 파피얌마 사이에서 7남매 중 넷째로 태어났다. 그의 형제로는 바수데반, 닐라칸다, 고우리, 바스카란, 바르가비, 바라티가 있다. 파라반 카스트(어업, 보트 건조, 해상 무역업을 하는 구성원)에 속한 그의 가족은 가난했지만, 그의 아버지는 의학적 통찰력으로 존경을 받았다. 1921년 2월 4일에 태어났지만, 학교에 입학한 삼촌이 그의 실제 생년월일을 알지 못하여 임의로 1920년 10월 27일을 기록으로 남겨두었다.

## 정치 경력
인디라 간디의 요청으로 정계에 입문한 나라야난은 1984년, 1989년, 1991년 케랄라주 팔라카드의 오타팔람 선거구 대표로서 로크 사바에 3번 연속으로 당선되었다. 라지브 간디 내각에서 국무장관을 지냈으며, 1985년부터 1986년까지 기획, 외무, 그리고 1986년부터 1989년까지 과학기술부 장관을 지냈다. 국회의원으로서 그는 인도의 특허 통제를 강화하라는 국제적인 압력에 저항했다. 1989년부터 1991년까지 의회가 권좌에서 물러났을 때 그는 야당 벤치에 앉아 있었다. 나라야난은 1991년 의회가 다시 정권을 잡았을 때 내각에 포함되지 않았다. 그의 정적이었던 케랄라의 의회 장관 칸노스 카루나카란은 그가 "공산주의 여행자"이기 때문에 장관이 될 수 없다고 통보했다. 그러나 그는 나라야난이 공산당 후보들(A. K. 발란과 레닌 라젠드란, 후자의 두 번)을 모두 패배시켰다고 지적했을 때 응답하지 않았다.

## 부통령직
나라야난은 1992년 8월 21일, 샹카르 다얄 샤르마 대통령 하에서 인도의 부통령으로 선출되었다. 그의 이름은 처음에 전 총리이자 당시 자나타 달 의회당의 대표였던 비슈와나트 프라탑 싱에 의해 제안되었다. 자나타 달과 의회 좌파 정당은 공동으로 그를 그들의 후보로 선언했고, 이것은 후에 P. V. 나라심하 라오 하의 의회로부터 지지를 얻어 그의 당선에 대한 만장일치의 결정으로 이어졌다. 좌익 전선과의 관계에 대해 나라야난은 나중에 그가 공산주의의 신봉자도 맹목적인 반대자도 아니라는 것을 명확히 했다. 그들은 그의 이념적 차이를 알았지만, 나라에서 만연했던 특별한 정치적 상황 때문에 부통령으로서 그를 지지했다. 그는 그들의 지원으로부터 이익을 얻었고, 결국 그들의 정치적 지위는 받아들여지게 되었다. 1992년 12월 6일, 바브리 마스지드가 철거되었을 때, 그는 이 사건을 "마하트마 간디 암살 이후 인도가 직면한 가장 큰 비극"이라고 묘사했다.
그는 로크 사바 선거에서 투표하는 데 첫 대통령이었고 주의회에 연설하였다.

## 대통령직
나라야난은 1997년 7월 17일, 인도 대통령 선거에서 95%의 득표율로 대통령에 당선되었다. 이번 선거는 소수 정부가 권력을 쥐고 있는 가운데 치러진 유일한 대통령 선거이다. T. N. 세산은 유일한 반대 후보였고, 모든 주요 정당들은 시브 세나를 지지했다. 반면 세산은 나라야난이 단지 달리트이기 때문에 당선되었다고 주장했다.

## 역대 선거 결과
| 선거명      | 직책명        | 대수 | 정당          | 득표율 | 득표수    | 결과 | 당락 |
| ----------- | ------------- | ---- | ------------- | ------ | --------- | ---- | ---- |
| 1992년 선거 | 인도의 부통령 | 9대  | 인도 국민회의 | 99.86% | 700표     | 1위  |      |
| 1997년 선거 | 인도의 대통령 | 10대 | 인도 국민회의 | 95.0%  | 956,290표 | 1위  |      |